# トーマス・アースキン・ホランド

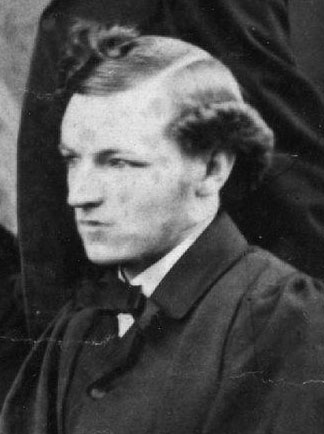
1860年の写真

サー・トーマス・アースキン・ホランド（英語: Sir Thomas Erskine Holland, KC, FBA、1835年7月17日 - 1926年5月24日）は、イギリスの法学者。主に国際法の分野で活躍した。日本では、豊島沖海戦の際に発生した高陞号事件において、日本側の国際法上の正当性を主張したことで知られる。ホーランド、ホルランドとも。古くはイニシャルのT.E.から、チー・イー・ホルランドと表記されたこともある。

## 人物・略歴
イングランド南東部・ブライトン出身。ブライトン校を経てオックスフォード大学ベイリアル・カレッジ、マグダレン・カレッジに学び、1863年以降弁護士として活動した後、1873年にオックスフォード大学へ教職として戻った。教授職を退いた後も、オール・ソウルズ・カレッジのフェローとして残ったが、1910年には教授職に復帰している。
法哲学、国際法等の研究に従事し、1889年から1890年にかけて訪英した金子堅太郎には日本の条約改正のアドバイスをおこない、国際公法会でも日本の立場や金子の活動を支援した。日清戦争の嚆矢となった1894年7月25日の豊島沖海戦の際に発生した高陞号事件では、巡洋艦「浪速」（艦長：東郷平八郎大佐）の国際法上の正当性を主張している。1906年に行われたジュネーヴ諸条約の改訂に関して助言を行った。1917年には、ナイト爵を与えられている。
『タイムズ』に1881年から1920年に至るまで40年間寄稿を続け、これをまとめた著作として、"Letters to The Times upon War and Neutrality"があり（1909年に初稿、1921年に改稿）、高陞号事件についても同著に記されている。
他の著作としては、"Studies in International Law"、"The Laws of War on Land"、"The Elements of Jurisprudence"等を残している。
1926年、オックスフォードで死去。